# Mysis microphthalma
Mysis microphthalma är en kräftdjursart som beskrevs av Georg Ossian Sars 1895. Mysis microphthalma ingår i släktet Mysis och familjen Mysidae. Inga underarter finns listade i Catalogue of Life.